# Franco Frattini
Franco Frattini   (Roma, 14 de març de 1957 - Roma, 24 de desembre de 2022) va ser un jutge i polític italià. Va dirigir els ministeris d'Afers Exteriors i de l'Administració Pública i també va ser Comissari Europeu de Justícia, Drets Fonamentals i Ciutadania i un dels vicepresidents del Parlament Europeu.

## Biografia
Va néixer el 14 de març de 1957 a la ciutat de Roma, on va estudiar dret a la Universitat de Roma La Sapienza. Nomenat jutge en un tribunal administratiu regional del Piemont, l'any 1986 fou nomenat conseller d'Estat.

## Activitat política

### Política nacional
Inicialment membre del Partit Socialista Italià (PSI), formà part del govern del primer ministre Lamberto Dini com a ministre de Funció Pública i Afers Regionals, càrrec que desenvolupà entre gener de 1995 i març de 1996.
L'any 2001 passà a formar part de Forza Italia i, conseqüentment, del govern dirigit per Silvio Berlusconi. El novembre de 2002 fou nomenat ministre d'Afers Exteriors, càrrec que va ocupar fins al novembre de 2004.

### Política europea
Abandonà el govern d'Itàlia per esdevenir Comissari Europeu en la Comissió Europea liderada per José Manuel Durão Barroso, en substitució del controvertit candidat italià Rocco Buttiglione que fou apartat pel Parlament Europeu al no considerar-lo apte per la funció pública encomanada per Barraso. Aquest nomenà Frattini Vicepresident de la Comissió Europea i Comissari de Justícia, Llibertat i Seguretat.

### Retorn a la política nacional
Després de la victòria en les eleccions anticipades italianes de l'abril de 2008, Silvio Berlusconi, el tornà a nomenar, Ministre d'Afers Exteriors, i així abandonà tots els càrrecs de la Comissió Europea.